# Apomecyna cretacea
Apomecyna cretacea là một loài bọ cánh cứng trong họ Cerambycidae.